# Freudenberger Bauernbühne
Die Freudenberger Bauernbühne ist ein Bauerntheater aus Freudenberg, einer Gemeinde bei Amberg in der Oberpfalz in Bayern.

## Geschichte
Das Bauerntheater entstand nach dem Zweiten Weltkrieg durch die Initiative einiger Idealisten. Seine Geschichte geht bis in das Jahr 1946 zurück. Seinerzeit wurde von Laiendarstellern in Freudenberg erstmals das Stück „Der böse Geist Lumpazivagabundus“ aufgeführt. Im Anfang fanden die etwa drei bis fünf jährlichen Aufführungen der Theatergruppe in kleinem Rahmen in einer Freudenberger Gaststätte statt. Weitergeführt wurde die Theatergruppe von der Katholischen Landjugendbewegung Freudenberg-Wutschdorf. Später zog sie um in das Jugendheim in Wutschdorf, einem Ortsteil der Gemeinde Freudenberg. Regelmäßige Theateraufführungen von ihr finden in Freudenberg seit den 1960er Jahren statt. Ab den 1980er Jahren trat die Landjugend-Theatergruppe unter dem Namen „Freudenberger Bauernbühne“ auf. Alljährliche Theateraufführungen der Gruppe gibt es seit dem Jubiläumsjahr 1997 in der Frühjahrs- und Herbstsaison.
Im März 1998 wurde ein Förderverein zur Organisation der Aktivitäten der Theatergruppe gegründet. Er hat derzeit 270 Mitglieder und ist Mitglied im Verband Bayerischer Amateurtheater. Ehrenmitglied des Vereins war, bis zu seinem Tod, der bayerische Staatsschauspieler Toni Berger.

## Bedeutung
Laien- oder Amateurbühnen sind in der Oberpfalz von hoher traditioneller Bedeutung. „Sie bilden mit ihrem Umkreis kulturelle Kleinzentren, die für den gesamten ländlichen Raum von eminent wichtiger Bedeutung sind.“ Die Freudenberger Bauernbühne ist als Laientheater in der Oberpfalz und darüber hinaus bekannt. Die Gemeinde Freudenberg, welche die Theatergruppe tatkräftig unterstützt, wirbt nicht nur mit dem Bekanntheitsgrad der Laienspielbühne, sondern auch mit verschiedenen Aktivitäten in der Großgemeinde um Touristen.

## Ensemble
Das Ensemble bestand im Jahr 2010 aus etwa 20 aktiven Spielern. Die künstlerische Leitung der Gruppe hat gegenwärtig ein Vorstandsmitglied des Fördervereins.
Mit ihren 25 bis 30 jährlichen Vorstellungen erreicht die Freudenberger Bauernbühne etwa 4500 Zuschauer.

## Repertoire
Zum Repertoire der Freudenberger Bauernbühne gehören überwiegend bäuerliche Stücke, Schwänke, Possen und Klamotten. Seit ihrem über 60-jährigen Bestehen hat die Theatergruppe viele verschiedene Stücke – unter anderen das bekannte Stück Der Brandner Kaspar und das ewig´ Leben (2002, 2006 und 2012 als Freilichttheater auf dem Kirchplatz in Wutschdorf) – aufgeführt. Im Jahr 2008 wurde das Volksstück Magdalena von Ludwig Thoma aufgeführt.

## Weitere Projekte
Neben der Aufführung von eigenen Stücken verfolgt die Freudenberger Bauernbühne weitere Projekte, beispielsweise Aufführungen im Vilstheater in Amberg, bei den Burgfestspielen Leuchtenberg, beim Oberpfalz-Theater im Freiland-Museum Neusath-Perschen, sowie Krippenspiele und Herbergssuche. Ein weiterer Höhepunkt war die Beteiligung am Amberger Welttheater, das anlässlich der 975-Jahr-Feier der Stadt Amberg auf dem Mariahilf-Berg aufgeführt wurde.
Im März 2005 wirkte die Freudenberger Bauernbühne am Ludwig-Thoma-Abend an einem überregionalen Oberpfälzer Theaterprojekt mit: Auf dem „Schafferhof“ in Neuhaus bei Windischeschenbach traten im Rahmen einer Benefizveranstaltung neben der Freudenberger Theatergruppe die Laienspielschar Windischeschenbach und das Ensemble der Burgfestspiele Leuchtenberg auf. Der Erlös der Veranstaltung kam der Kinder-Universitätsklinik Ostbayern (KUNO) zugute.

## Auszeichnungen und Preise
Reinhold Escherl erhielt 2001 vom Verband Bayerischer Amateurtheater die silberne Nadel für 25 Jahre Laientheaterspiel.
Im Jahr 2018 wurde das Theater mit dem Heimatpreis Bayern ausgezeichnet.